# Dalton (Minnesota)
Dalton és una població dels Estats Units a l'estat de Minnesota. Segons el cens del 2000 tenia 258 habitants.

## Demografia
Segons el cens del 2000, Dalton tenia 258 habitants, 115 habitatges, i 60 famílies. La densitat de població era de 415,1 habitants per km².
Dels 115 habitatges en un 28,7% hi vivien nens de menys de 18 anys, en un 40% hi vivien parelles casades, en un 7,8% dones solteres, i en un 47% no eren unitats familiars. En el 34,8% dels habitatges hi vivien persones soles el 21,7% de les quals corresponia a persones de 65 anys o més que vivien soles. El nombre mitjà de persones vivint en cada habitatge era de 2,24 i el nombre mitjà de persones que vivien en cada família era de 2,92.
Per edats la població es repartia de la següent manera: un 26% tenia menys de 18 anys, un 12,4% entre 18 i 24, un 27,9% entre 25 i 44, un 15,1% de 45 a 60 i un 18,6% 65 anys o més.
L'edat mediana era de 34 anys. Per cada 100 dones de 18 o més anys hi havia 85,4 homes.
La renda mediana per habitatge era de 29.750 $ i la renda mediana per família de 35.536 $. Els homes tenien una renda mediana de 23.958 $ mentre que les dones 20.208 $. La renda per capita de la població era de 13.990 $. Entorn del 3% de les famílies i el 8,2% de la població estaven per davall del llindar de pobresa.

## Poblacions més properes
El següent diagrama mostra les poblacions més properes.